# Организирана престъпност в България
Българските организирани престъпни групи участват в различни видове престъпления, най-често: търговия и трафик на наркотици, контрабанда на оръжие, цигари, трафик на хора, проституция, незаконен трафик на антични предмети, изнудване (най-често под прикритието на мнима сигурност и застрахователни дружества).
Предполага се, че българските престъпни групировки имат връзки с мафиотски групи от други държави като: руската, хърватската, сръбската, северномакедонската и италианската мафия.

## История на групировките
Съвременната организирана престъпност се свързва с началото на 90-те години на XX век, когато слабата власт и непрекъснатата смяна на правителствата по време на прехода на България към демокрация създава условия за процъфтяване на икономически и силови групировки. Всъщност организирана престъпност в юридическия смисъл, че има организирана престъпна група, когато участват повече от две лица, има и преди 1990 година. Узаконени са различни застрахователни дружества, чиято дейност е на границата на закона. Именно тогава се ражда понятието „мутра“ като синоним на мускулест новобогаташ, натрупал състояние с насилие. Популярното през 90-те друго название е „борче/борец/ борците“, което сочи спорта, от който основно тръгват повечето такива.

## Живи престъпни фигури
- Красимир Маринов, известен още като „Големия Маргин“ – съосновател на СИК.
- Николай Маринов, известен още като „Малък Маргин“ – съосновател на СИК.
- Младен Михалев, известен още като Маджо – съосновател на СИК.
- Георги Славов, известен още като „Главата“ – син на Стоил Славов и негов наследник. Славов-баща и трима от охранителите му са убити от взривена бомба в асансьор в столичния жк „Лозенец“ в началото на 2004 година. Главен секретар на МВР към момента на взрива е ген. Бойко Борисов, който се заема със случая.[1]
- Венцислав Стефанов – съосновател на СИК.
- Румен Николов, известен още като „Пашата“ – съосновател на СИК.
- Георги Стефанов, известен още като „Герата“ – директор на ВИС (ВАИ холдинг)
- Златомир Иванов, известен още като „Златко Баретата“ – контрабандист на наркотици
- Димитър Стефанов – Син на Георги Стефанов и контрабандист на наркотици
- Светльо Тодоров, известен още като „Дучето“ – занимава се с трафик на хора. Той има връзки с мафиотски босове от ВИС.
- Димитър Желязков, известен още като „Митьо Очите“ – ръководител на група за трафик на наркотици и изнудване чрез палежи и заплахи, действала на територията на Бургас, Ямбол и курортите по южното Черноморие.

## Поръчкови убийства
След падането на социализма през 1989 г. е имало повече от 150 поръчкови убийства над високопоставени мафиотски босове в България, често извършвани в центъра на София, посред бял ден. Налице е най-много една присъда за тези случаи до момента, макар източниците да се различават. Това често се дължи на предполагаемата широко разпространена корупция на всички нива на съдебната система в България, включително прокуратурата.
Някои от най-изтъкнатите убийства през последните години (в хронологичен ред):
- Людмил Воденичаров, ликвидатор на местното ТКЗС. Взривен на 2 май 1993 г. насред с. Първенец, Пловдивско.
- Георги Стайков – пловдивски бизнесмен. Взривен на 23 август 1993 г. край софийското с. Мрамор около 23 часа.
- Стефан Мирославов – Крушата – на 4 септември 1993 г. на път от Ловеч за София е разстрелян от неизвестен снайперист, докато кара червеният

си Mercedes SL с над 120 км/ч  
- На 6 декември 1993 г. в столичния ж. к. „Надежда" са разстреляни трима полицаи от сектора за борба с наркотрафика към РЗБОП към СДВР – на място е убит капитан Андрей Григоров, от раните си в болница умира капитан Дафин Тодоров, а колегата им Михаил Левянски оцелява по чудо.
- Герман Винокуров – застрелян на 11 януари 1994 г. пред дома си в столичния жк „Дружба“.
- Деян Добрев – кредитен милионер. Открит мъртъв на 24 април 1994 г. в гората край сливенското с. Бероново. Със случая са свързани ямболските борци Тодор Боев (Картофа) и Стойко Шаламанов (Богата), които са разстреляни на 28 август 1994 година.
- Доцент Цветан Цветанов – На 30 август 1994 г. пред дома на приятелката му (в района на столичното кино „Изток“) е убит с четири куршума в главата.
- Цветан Илиев – Барото – местен борчески тартор в Габрово. На 25 януари 1995 г. е застрелян в Габрово.
- Емил Кирилов (Крокодила) – петролен бос. Убит на 1 февруари 1995 г. в кюстендилското с. Горановци.
- Георги Калапатиров (Жоро Италианеца), бивш борец, председател на българския футболен отбор Локомотив Пловдив и вицепрезидент на „Клуб 777“. На 6 април 1995 г. край гребната база в Пловдив е застрелян с един куршум в сърцето.
- Валентин Митов-Карбида, Илия Върбанов-Даскала и Димитър Къшев-Джондера. Убити на 22 април 1995 г. край с. Габъре, Врачанско.
- Васил Илиев (Императора) – основател и президент на ВИС, бивш републикански шампион по борба и по-голям брат на Георги Илиев. Убит в автомобила си Mercedes SL в кв. Емил Марков (дн. Гоце Делчев) в София на 25 април 1995.
- Георги Николов (Жоро Мечката) – основател на „Първа частна милиция“. Убит на 10 юни 1995 г. на излизане от спортен комплекс „Атлант“ в Бургас.
- Доцент Ламбо Кючуков – преподавател по теория на познанието в Софийския университет „Св. Климент Охридски“ и заместник-министър на образованието.
- Иван Кудев – столичен борец и бивш съдружник на Иво Карамански. Убит на 17 септември 1995 г. с пет куршума в гръб.
- Пламен Михайлов (Кимбата) – бивша „барета“. Убит на 24 октомври 1995 г. в столичния кв. „Дружба“.
- Данчо Марков – шеф на СИК във Варна. Взривен на 21 ноември 1995 г. в асансьора на блока, в който живее.
- Валентин Алексиев – Лисицата. Убит от наемни убийци в София на 12 февруари 1996 г.
- Андрей Луканов – бивш български министър-председател (1990 г.). Убит на 2 октомври 1996 година на ул. Латинка в София от неизвестен убиец.
- Петър Петров (Пешо Патерицата) – бивш борец и вицепрезидент в „Клуб 777“, председател на българския футболен отбор Локомотив Пловдив. Застрелян с автомат „Калашников“ на 20 март 1998 г. Оръжието е открито една година по-късно в багажника на колата на Ганчо Въчков – Ганеца, който се самоубива на 6 юни 1999 г. след гонка и престрелка с полицията в София.
- Иво Карамански, известен още като „Кръстникът“. Застрелян от пиян познат пред дома си на 20 декември 1998 година.
- Абдула Патаев – лидер на варненските чеченци. Убит на 20 септември 1999 г.
- Яхия Хашаев – убит в центъра на Варна на 22 август 2000 г.
- Емил Димитров – Макарона – собственик на „Унисон“. Застрелян на 24 януари 2001 г. в столичния кв. „Лозенец“ с два куршума в главата.
- Пантю Пантев, известен още като „Поли“ – контрабандист на наркотици, първоначално свързан с ВИС, по-късно със СИК. Говори се, че е откраднал половин тон кокаин от руската или колумбийската мафия. Имало е няколко опита за покушение, включително един с гранатомет, като всички опити са за различни причини от различни съперници. Застрелян на карибския остров Аруба на 9 март 2001 година.
- Лазар Анев и неговият бодигард Кирил Вълков – Убити на 10 август 2001 г. във Варна.
- На 9 ноември 2001 г. – След взрив на автомобил, в Несебър са убити бодигардът, съпругата и шуреят на известния несебърски бос Димитър Желязков (Митьо Очите).
- Димитър Димитров – Маймуняка – член на ВИС и дясна ръка на покойния Васил Илиев. На 29 януари 2002 г. е тежко ранен след взрив на бомба, поставена в пощенска кутия във входа му и умира три дни след това.
- Красимир Станков – бизнесмен. Убит 2 май 2002 г. в жк „Лозенец“.
- Румен Николов – търговец и един от свидетелите по делото срещу бившия земеделски министър Венцислав Върбанов за източването на Държавен фонд „Земеделие“. Убит на 8 август 2002 г. във Велико Търново.
- Бидзина Арушидзе – грузински гражданин. Убит на 1 септември 2002 г. във Варна.
- Орце Коруновски – македонски гражданин. Убит на 22 септември 2002 г. във Варна.
- Христомира Атанасова – собственичка на медико-стоматологичен център „Виталис“. Взривена на 9 октомври 2002 г. със самоделно взривно устройство в автомобила си Рено 5 в центъра на София, на метри от 7 СОУ и МВР.
- Валентин Подмолов (Вальо Подмола) – известен като човек на шефа на несебърско-поморийската наркомафия Димитър Желязков (Митьо Очите).
- Димитър Стаматов (Мастара). Убит на 21 ноември 2002 г. от неизвестен в Бургас.
- На 26.11.2002 г. са показно разстреляни в столичния квартал „Лозенец“ Фейсал Мохамед Закка и Матар Фарай Ал Дулех – араби с българско гражданство.
- Каро Акопович – варненски бизнесмен. Убит на 18 декември 2002 г.
- Николай Колев – бивш прокурор от Военна прокуратура. Убит на 28 декември 2002 г. в близост до болница Пирогов в София.
- Владимир Димов – заместник-шефа на охраната на СИБанк и бивш психолог на „баретите“. Убит на 29 декември 2002 г.
- Илия Павлов – основател на Мултигруп и най-богатият бизнесмен в България. Няма официална доказателства за престъпна дейност, но той е смятан за един от босовете на мафията. Бивши служители твърдят, че той е участвал в проституция. Той е застрелян пред офиса си в София на 7 март 2003 г.  Неуспешен опит за покушение върху него е бил извършен през 1997 г. на пътя от София към Боривец.
- Филип Найденов, известен още като „Фатик“ – син на Исмет Тюркмен Шабан – високопоставен агент на ДС от сирийски произход, съдружник на братята Илиеви и смятан за основен бос на каналите за разпространение на наркотици и оръжия. Застрелян на 19 август 2003 г. в автомобила си Mercedes S600 на бул. България в София, на метри от НДК.
- Румен Маринов – Нарциса – един от основателите на ВИС, съдружник на Васил Илиев, кум и бизнеспартньор на Георги Илиев. Застрелян пред съседен блок в столичния квартал „Хладилника“ на 27 ноември 2003 г. Предполагаемите физически убийци – регистрирани за автокражби, са убити няколко месеца след убийството, а за поръчител на убийството е подозиран наркобосът Методи Методиев (Мето Илиенски), който безследно изчезва два дни след погребението на Маринов и е обявен за мъртъв през 2008 г.
- Константин Димитров – Самоковеца – контрабандист на наркотици и милиардер, свързан с ВИС. Застрелян в Амстердам на 7 декември 2003 година.
- Димитър Христов, известен още като Митко Дребосъчето – застрелян на 4 юни 2004 г. в кафене заедно с бодигардовете му Калоян Савов и Живко Митев от двама наемни убийци, маскирани като православни свещеници.
- Милчо Бонев, известен още като „Бай Миле“ – един от основателите на СИК и тясно свързан с Младен Михалев, известен още като Маджо. Той се смята, че е важно звено в трафика на наркотици и дистрибуторската мрежа на Балканите, и е бил разследван от български и сръбски специални служби. Застрелян е посред бял ден в ресторант в София на 20 юли 2004, заедно с петима от бодигардовете му.
- Димитър Тодоров – Митко Бретона, който показно е разстрелян на 16 февруари 2005 г. в софийския ресторант „Бъфало“.
- Георги Илиев (Главния) – Брат на Васил Илиев и ръководител на ВИС-2, председател на българския футболен отбор Локомотив Пловдив. Застрелян на терасата на клуба си в Слънчев бряг на 25 август 2005 година.
- Емил Кюлев – бивш елитен плувец и банкер, свързан със СИК. Завършва руската гимназия в София с отличие. След отбиване на военната си служба учи в школата на МВР в Симеоново и работи в системата на МВР от 1985 до 1988 г. Застрелян в автомобила си BMW X5 на бул. България в София на 26 октомври 2005 г.
- Антон Милтенов, известен още като „Клюна“ – контрабандист на наркотици, дясната ръка на Константин Димитров – Самоковеца. Застрелян в популярно кафене в центъра на София на 30 октомври 2005 г. заедно с колегите му Иван Тодоров и Николай Добрев- Цайко.
- Иван Тодоров, известен още като „Доктора“ – контрабандист на наркотици. Застрелян на 22 февруари 2006 г. в автомобила си Porsche Cayenne на ул. Червена стена в кв. Лозенец, София. Неуспешен опит за атентат е извършен през 2003, когато бронираният му Mercedes S600 е взривен отвътре-навън с бомба в жабката на бул. Цариградско шосе, София. По чудо този ден Доктора шофира, а не се вози на предната седалка и това спасява живота му. Загива шофьорът му.
- Десимир Иванов – бивш бодигард на Георги Илиев. Убит пред блока си в жк „Младост“ на 17 ноември 2007 г.
- Георги Стоев – бивш борец, свързан с ВИС и СИК. Автор девет книги за босове на мафията в България, много от които той претендира да е познавал лично. Застрелян в близост до хотел Плиска, София на 7 април 2008 г.
- Златко Баретата – български мафиот. На стълбите на Софийския съд в центъра на София на 29 януари 2013 г. е прострелян няколко пъти от неизвестен извършител, но оцелява.
- Димитър Стоянов (Митко Лудия) – шеф на пловдивския клон на ВИС. Застрелян януари 2015 г. пред жилището си и умира от раните си в линейка на път за болницата. Свидетел на нападението става съпругата на Стоянов – манекенката Роси Черногорова.

### Други убийства или опити за убийства, свързани с мафията
- Георги Проданов – председател на българския футболен отбор Локомотив Пловдив, застрелян през 1995.
- Николай Попов (Мартеничката) – председател на българския футболен отбор Локомотив Пловдив, застрелян през 2005 г.
- Александър Тасев – Председател на българския футболен отбор Локомотив Пловдив, застрелян май 2007.
- Янко Янков – кмет на Елин Пелин, застрелян през януари 2007.
- Димитър Янков – председател на Общински съвет на морския град Несебър, застрелян през май 2007 г.
- Манол Велев – прословут бизнесмен-мафиот с тесни връзки с БСП. На 11 юли 2007 г. пред входа на жилищна кооперация на ул. „Мизия“ 3 в София, където е разположен офисът на Велев, е прострелян в главата. Изпада в кома за почти 15 години. Умира на 25 март 2022 г.
- Борислав Георгиев – директор на Атоменергоремонт, един от най-големите български енергийни компании. Застрелян през април 2008 г.
- Петър Лупов – известен адвокат, участвал в екипа на защитата за група от акционери на бившата банка Тракия срещу ДЗИ Банк. Застрелян в автомобила си Toyota Avensis на 25 март 2009 г. в град Велико Търново. За убийството са осъдени Георги Вълев местен бизнесмен, Петър Стоянов (към 20 декември 2012 година заедно с други двама свои съпроцесници е осъден на доживотен затвор без право на замяна.) и сочения за физически извършител Георги Петков – Дачи.
- Боби Цанков – противоречив разследващ журналист, криминален писател, радио- и телевизионен водещ. Застрелян и убит в блок в центъра на София през януари 2010 г. от неизвестни извършители.
- Ник Радев – мафиот, работещ за руската мафия. Убит от неизвестни в Австралия.
- Красимир Каменов (Къро) – част от ударната бригада на ВИС-1 през 90-те години. Убит със съпругата си в ЮАР през май 2023.
- Алексей Петров – бивша барета на ДАНС, свързан с организираната престъпност от началото на демокрацията. Убит е на 16 август 2023 г. по планински път във Витоша. През годините оцелява в няколко неуспешни атентата, единият от които- с гранатомет.
- Мартин Божанов – Нотариуса – част от организираната престъпност, занимаваща се с имотни измами и заплашване на магистрати, съдии, политици, за да му се крият престъпленията. Има сектански клуб, в който са членували прокурори и политици. Убит е на 1 февруари 2024 г. пред хотелски комплекс в София.